# إندغونية
الإندغونية (الاسم العلمي: Endogonaceae) هي فصيلة من الفطريات تتبع رتبة الإندغونيات من طائفة .

## التصنيف
- الإندغون